# 渡辺浩平
渡辺浩平（渡邉 浩平、わたなべ こうへい、1958年〈昭和33年〉 - ）は、中国研究者、北海道大学教授、東アジアメディア研究センター長。 インターネットをはじめとした、現代中国のメディア研究を専門とする。

## 来歴
東京都生まれ。立命館大学卒。1986年旧・東京都立大学大学院修士課程修了後、博報堂勤務。北京・上海駐在を経験する。1997年愛知大学現代中国学部専任講師、2001年北海道大学助教授、2007年准教授、メディア・コミュニケーション研究院、国際広報メディア・観光学院教授、東アジアメディア研究センター・センター長。

## 著書
- 『上海路上探検』講談社現代新書 1997
- 『中国ビジネスと情報のわな』文春新書 2003
- 『変わる中国 変わるメディア』講談社現代新書 2008
- 『吉田満　戦艦大和学徒兵の五十六年』白水社 2018
- 『第七師団と戦争の時代　帝国日本の北の記憶』白水社 2021
- 『聖地旅順と帝国の半世紀　近代日本の磁場をたどる』白水社 2024

編著
- 『中国ネット最前線 「情報統制」と「民主化」』編 蒼蒼社 2011

### 翻訳
- 「総統の自動販売機」黄凡『台北ストーリー』国書刊行会・新しい台湾の文学 1999
- 「燈篭花」呉錦発『客家の女たち』国書刊行会・新しい台湾の文学　2002

## 参考
- ISBN 978-4-06-287951-4